# Cypa
Cypa je potok na západě Litvy (Klaipėdský kraj), v Žemaitsku, v okrese Klaipėda, spolu s potoky Rąžė, Ošupis, Rikinė a Tydeka náleží k pětici malých přímých přítoků Baltského moře (tj. toků 1. řádu), které spolu s pěticí velkých řek (Němen, Lielupe, Venta, Daugava a Pregola) odvodňují území Litvy. Vytéká z jezera Kalotė, teče zpočátku na sever, ale záhy mezi vesnicemi Zeigiai a Normantai se stáčí na západ a ústí do Baltského moře u vsi Karklė. Ještě před vsí Karklė protéká malým rybníčkem.